# Un profilo per due
Un profilo per due (Un profil pour deux) è un film del 2017 diretto da Stéphane Robelin.

## Trama
Un uomo vedovo di 83 anni, classe 1934, di nome Pierre, vive da solo, molto annoiato e triste. Sylvie, la figlia, gli regala un computer portatile collegato a internet. Il trentenne Alex – scrittore precario in erba con il sogno di diventare uno sceneggiatore televisivo – è il suo insegnante informatico, senza sapere che è il nuovo fidanzato della nipote Juliette. Presto, Pierre impara a navigare, stimolato dalla curiosità. Desideroso di conoscere nuove persone, sceglie un sito di incontri online, corredando il proprio nickname (Pierrot98) con una foto di Alex. Poco dopo, Pierre si invaghisce del profilo utente di Flora63, giovane donna interessata a conoscerlo di persona, tanto somigliante alla moglie defunta Madeleine.

## Produzione
Il film, prodotto da una coproduzione franco-tedesca-belga, a loro volta in co-produzione con le società Orange Studio, Schortcut Films, RTBF (Televisione del Belgio), Voo, BeTV, in collaborazione con Gasmia Film, MCC Movies, The Post Republic GmbH, Chausse SoundVision, con il supporto di Film- und Medienstiftung NRW, Filmförderungsanstalt, Centre national du cinéma et de l'image animée (CNC), Medienboard Berlin-Brandenburg, Filmförderung Hamburg Schleswig-Holstein (ora MOIN Filmförderung), in associazione con Memento Films International e la con la partecipazione di Neue Visionen Filmverleih GmbH, La Belle Company (FR), Frenetic Films AG, Filmladen (AT), ecc., è uscito il 31 agosto 2017 nei cinema italiani.